# Nowosiółki Małe (obwód lwowski)
Nowosiółki Małe (ukr. Малі Новосілки) – wieś na Ukrainie, w rejonie jaworowskim (d0 2020 roku w rejonie mościskim) obwodu lwowskiego.